# Rindfleischetikettierungsüberwachungsaufgabenübertragungsgesetz
Rindfleischetikettierungsüberwachungsaufgabenübertragungsgesetz (escutarⓘ) (abreviado: RflEttÜAÜG) é, oficialmente, a maior palavra da língua alemã, composta por 63 letras.
A palavra Rindfleischetikettierungsüberwachungsaufgabenübertragungsgesetz significa "lei sobre a delegação das obrigações de vigilância sobre a identificação da carne bovina". A lei foi debatida em Mecklemburgo-Pomerânia Ocidental e seu nome popular completo é Rinderkennzeichnungs- und Rindfleischetikettierungsüberwachungsaufgabenübertragungsgesetz, que significa delegação da vigilância, além da já descrita, também sobre a marcação do gado.
Esta lei deve regulamentar a transferência das tarefas de monitorização da rotulagem da carne de bovino e da rotulagem do gado.
Ao ser introduzida a lei no parlamento estadual, alguns dos deputados explodiram em gargalhadas. O Ministro da Agricultura de Mecklenburg-Vorpommern, Till Backhaus, pediu desculpas pelo "possível" excesso do título da lei. A Lei, que foi adotada em 19 de janeiro de 2000, é a lei para transferir as tarefas de monitoramento de rotulagem de gado e carne de bovino, e o título oficial é Lei de Identificação de Bovinos e Transferência de Controle de Rotulagem da Carne. A lei foi revogada em 29 de maio de 2013.
O nome é um exemplo da combinação virtualmente ilimitada de substantivos que é possível em muitos idiomas germânicos.